# Daigo Nishi
Daigo Nishi (西 大伍?, Nishi Daigo; Sapporo, 28 agosto 1987) è un calciatore giapponese, difensore o centrocampista dell'Iwate Grulla Morioka.

## Statistiche

### Cronologia presenze in nazionale
| Cronologia completa delle presenze e delle reti in nazionale ― Giappone | Cronologia completa delle presenze e delle reti in nazionale ― Giappone | Cronologia completa delle presenze e delle reti in nazionale ― Giappone | Cronologia completa delle presenze e delle reti in nazionale ― Giappone | Cronologia completa delle presenze e delle reti in nazionale ― Giappone | Cronologia completa delle presenze e delle reti in nazionale ― Giappone | Cronologia completa delle presenze e delle reti in nazionale ― Giappone | Cronologia completa delle presenze e delle reti in nazionale ― Giappone |
| Data                                                                    | Città                                                                   | In casa                                                                 | Risultato                                                               | Ospiti                                                                  | Competizione                                                            | Reti                                                                    | Note                                                                    |
| ----------------------------------------------------------------------- | ----------------------------------------------------------------------- | ----------------------------------------------------------------------- | ----------------------------------------------------------------------- | ----------------------------------------------------------------------- | ----------------------------------------------------------------------- | ----------------------------------------------------------------------- | ----------------------------------------------------------------------- |
| 1-6-2011                                                                | Niigata                                                                 | Giappone                                                                | 0 – 0                                                                   | Perù                                                                    | Kirin Cup                                                               | -                                                                       | 46’                                                                     |
| 26-3-2019                                                               | Kobe                                                                    | Giappone                                                                | 1 – 0                                                                   | Bolivia                                                                 | Amichevole                                                              | -                                                                       |                                                                         |
| Totale                                                                  |                                                                         | Presenze                                                                | 2                                                                       |                                                                         | Reti                                                                    | 0                                                                       |                                                                         |

## Palmarès

### Club

#### Competizioni nazionali
- Coppa J. League: 3

Kashima Antlers: 2011, 2012, 2015
- Campionato giapponese: 1

Kashima Antlers: 2016
- Coppa dell'Imperatore: 3

Kashima Antlers: 2016
Vissel Kōbe: 2019
Urawa Reds: 2021
- Supercoppa del Giappone: 2

Kashima Antlers: 2017
Vissel Kobe: 2020

#### Competizioni internazionali
- Coppa Suruga Bank: 2

Kashima Antlers: 2012, 2013
- AFC Champions League: 1

Kashima Antlers: 2018

### Nazionale
- Kirin Cup: 1

2011

### Individuale
- Squadra del campionato giapponese: 2

2017, 2018